# Phoma pratorum
Phoma pratorum är en lavart som beskrevs av P.R. Johnst. & Boerema 1982. Phoma pratorum ingår i släktet Phoma, ordningen Pleosporales, klassen Dothideomycetes, divisionen sporsäcksvampar och riket svampar.   Inga underarter finns listade i Catalogue of Life.